# Robert Quiskamp
Robert Quiskamp (* 19. März 1882 in Gelsenkirchen-Buer; † 29. Juli 1943 in Paderborn) war ein deutscher römisch-katholischer Geistlicher und Märtyrer.

## Leben
Robert Quiskamp wuchs als Sohn eines Bergmanns in Gelsenkirchen auf. Ab 1903 studierte er in Münster und an der Philosophisch-Theologischen Akademie Paderborn Philosophie und Theologie und wurde am 14. August 1907 zum Priester geweiht. Die Stationen seines Wirkens waren: Bulmke (1907), Altenbögge (1914), Feldgeistlicher (1914), Helbra (1918), Wanne-Nord (1920), Wambeln (1924), Herste (1933), Benninghausen (1936). Einige seiner Versetzungen erfolgten aufgrund ungelöster Konflikte, die sich aus der Art seiner Amtsführung ergaben.
Da er Polnisch sprach, war die Seelsorge der Ruhrpolen ein Schwerpunkt seiner Arbeit. Sie brachte ihn auf wissenschaftliche Fragestellungen, zu deren Beantwortung er sich die wenig arbeitsintensive Pfarrei Wambeln (Hamm) in relativer Nähe zur Universität Münster erkämpfte. Dort wurde er doppelt promoviert, 1931 mit der philosophisch-philologischen Dissertation Die Beziehungen L. N. Tolstojs zu den Philosophen des Deutschen Idealismus und 1937 mit der theologischen Dissertation Der Gottesbegriff bei Tolstoj.
In Benninghausen erregte er durch regimekritische Äußerungen das Missfallen der Gestapo und zog sich, vor allem durch seine Wertschätzung der Polen, mehrere Vernehmungen und Verwarnungen zu. Nach der Beerdigung eines polnischen Ostarbeiters wurde er am 27. Juli 1940 festgenommen und kam in das Polizeigefängnis Steinwache in Dortmund. Am 19. Dezember 1940 wurde er in Lippstadt vom Sondergericht Bielefeld zu 18 Monaten Gefängnis verurteilt. Am 26. Januar 1942 entlassen, durfte er nicht nach Benninghausen zurückkehren, trat in den Ruhestand und lebte in Paderborn. Am 9. Juli 1943 musste ihm ein Bein abgenommen werden. Drei Wochen später starb er. Sein Grab befand sich bis zum Jahre 2003 auf dem Ostfriedhof in Paderborn.

## Gedenken
Die deutsche Römisch-katholische Kirche hat Robert Quiskamp als Märtyrer aus der Zeit des Nationalsozialismus in das deutsche Martyrologium des 20. Jahrhunderts aufgenommen.